# Campo Magro
Campo Magro är en kommun i Brasilien.   Den ligger i delstaten Paraná, i den södra delen av landet, 1 100 km söder om huvudstaden Brasília. Antalet invånare är 24 836.
I omgivningarna runt Campo Magro växer i huvudsak städsegrön lövskog. Runt Campo Magro är det ganska tätbefolkat, med 93 invånare per kvadratkilometer.